# Узбекистан на зимних Олимпийских играх 1998
Узбекистан принимал участие в Зимних Олимпийских играх 1998 года в Нагано (Япония) во второй раз за свою историю, но не завоевал ни одной медали. Сборную страны представляли 4 спортсмена, в том числе 2 женщины. Узбекские атлеты выступили в трёх видах программы. Олимпийская чемпионка 1994 года Лина Черязова выступила на своей второй Олимпиаде, но не смогла защитить чемпионской звание, став 13-й в квалификации, не добрав полутора баллов для выхода в финал.

## Результаты

### Горнолыжный спорт
Мужчины
| Спортсмен       | Дисциплина | 1-й спуск | 2-й спуск | Сумма   | Сумма |
| Спортсмен       | Дисциплина | Время     | Время     | Время   | Место |
| --------------- | ---------- | --------- | --------- | ------- | ----- |
| Камиль Урунбаев | Слалом     | 1:09.55   | 1:09.30   | 2:18.85 | 28    |

### Фигурное катание
Соревнования у мужчин прошли 12 и 14 февраля, у женщин 18 и 20 февраля на катке «Белое кольцо» (ホワイトリング) в городе Нагано; они оценивались по шестибалльной системе.
| Спортсмен        | Соревнования | Короткая программа | Короткая программа | Произвольная программа | Произвольная программа | Итог  | Итог  |
| Спортсмен        | Соревнования | Баллы              | Место              | Баллы                  | Место                  | Баллы | Место |
| ---------------- | ------------ | ------------------ | ------------------ | ---------------------- | ---------------------- | ----- | ----- |
| Роман Скорняков  | мужчины      | 10                 | 20                 | 19                     | 19                     | 29    | 19    |
| Татьяна Малинина | женщины      | 4,5                | 9                  | 8                      | 8                      | 12,5  | 8     |

### Фристайл
Женщины
| Спортсмен     | Дисциплина | Квалификация | Квалификация | Финал                 | Финал                 |
| Спортсмен     | Дисциплина | Очки         | Место        | Очки                  | Место                 |
| ------------- | ---------- | ------------ | ------------ | --------------------- | --------------------- |
| Лина Черязова | Акробатика | 154.02       | 13           | Завершила выступления | Завершила выступления |